# Sedilo
Sedilo – miejscowość i gmina we Włoszech, w regionie Sardynia, w prowincji Oristano.
Według danych na rok 2004 gminę zamieszkiwało 2445 osób, 36 os./km². Graniczy z Aidomaggiore, Bidonì, Dualchi, Ghilarza, Noragugume, Olzai, Ottana i Sorradile.